# بل هیل (واشینگتن)
بل هیل (به انگلیسی: Bell Hill) یک منطقهٔ مسکونی در ایالات متحده آمریکا است که در شهرستان کلالام، واشینگتن واقع شده‌است. بل هیل ۶٫۸۶ کیلومتر مربع مساحت و ۸۳۷ نفر جمعیت دارد و ۳۱۶ متر بالاتر از سطح دریا واقع شده‌است.